# Beleg van Algiers (1516)
Het Beleg van Algiers vond plaats tussen september en oktober 1516. Oruç Reis slaagde er in de stad Algiers te veroveren op de Spanjaarden en stichtte het sultanaat Algiers.

## Achtergrond
Oruç Reis, de oudere broer van Hayreddin Barbarossa, had in 1503 zijn hoofdkwartier gevestigd op het eiland Djerba, de uitvalbasis van de Barbarijse zeerovers, gesteund door het Ottomaanse Rijk. Van daaruit teisterde hij de Middellandse Zee. Koning Ferdinand II van Aragon probeerde zoveel mogelijk Noord-Afrikaanse heersers aan zijn zijde te krijgen om de zeerovers te counteren. Onder ander had hij het eiland Peñón in bezit. De inwoners van Ténès deden hun beklag bij Oruç Reis, dat ze zware tribuut moesten betalen aan de Spanjaarden en vroegen om steun. Op 17 september drong Oruç de stad binnen en wurgde sjeik Salâm al-Thoumi in zijn bad en riep zichzelf uit als nieuwe sultan.

## Beleg
De Spanjaarden, die zich niet in de stad bevonden, landden op de kust van Algiers en rukten op richting de stad, verdeeld in vier kleine korpsen. Op de heuvels rondom de stad had Oruç zijn ruiters op kamelen gepositioneerd. Eenmaal de aanval ingezet vielen de ruiters van achter aan, de Spanjaarden zaten in de tang. Paniek brak uit, binnen enkele ogenblikken was de nederlaag compleet. Diego de Vera was nauwelijks in staat om de helft van zijn leger op zijn schepen te verzamelen, en net toen de vloot op het punt stond uit te varen, vernielde een zware storm de meeste van zijn schepen. Nog geen kwart van het expeditieleger keerde terug naar Spanje. De troepen van Oruç hadden nauwelijks verliezen.

## Vervolg
In 1518 viel Oruç de stad Tlemcen aan, de hoofdstad van het koninkrijk Tlemcen, maar kwam daarbij om het leven. Zijn broer Hayreddin Barbarossa bewust van de zwakte van de zeerovers, bood zijn diensten aan, aan sultan Selim I in 1519. In ruil hiervoor verleende de sultan hem de titel beylerbey en ontving hij militaire versterkingen.